# The Feederz
The Feederz – amerykański zespół punkrockowy z Arizony (później przeniósł się do San Francisco). 

## Historia
Został utworzony w 1977 roku przez wokalistę i gitarzystę Franka Discussiona oraz basistę Cleara Boba (Dan Clark). Później dołączył do nich perkusista Art Nouveau (John Vivier). Przed swoim pierwszym występem muzycy The Feederz rozpowszechnili wiadomość, którą lokalne media mylnie uznały za komunikat od terrorystów. Na debiutanckim występie Discussion spowodował panikę wśród publiczności, strzelając z karabinu AR 15. W 1980 roku ukazał się pierwszy singel zespołu Jesus EP.
W 1982 Frank napisał "Bored with School" – długą inwektywę rozprowadzoną w liczbie pięciu tysięcy egzemplarzy do miejscowych szkół średnich i będącą jakoby ogłoszeniem departamentu edukacji stanu Arizona. Kiedy prowokacja się wydała, jej autor uciekł z Arizony do San Francisco, aby uniknąć aresztowania.
W 1984 roku Discussion zreformował zespół. Dołączyli do niego: basista Mark Roderick i D.H. Peligro. Z nimi nagrał Ever Feel Like Killing Your Boss?. Okładka do płyty została wykonana z papieru ściernego. W 1986 roku z nowym perkusistą Jayedem Scotti zespół nagrał kolejną płytę Teachers in Space. Na okładkę trafiło zdjęcie katastrofy Challengera (jedną z ofiar była nauczycielka fizyki Christa McAuliffe). Po wydaniu tego albumu zespół przerwał działalność.
Wznowił ją dopiero w 2002 roku wydając: Vandalism: Beautiful as a Rock in a Cop's Face. Kolejny rok The Feederz spędzili w trasie. Obok Discussiona w zespole występowali basista Denmark Vesey i perkusista Ben Wah obaj, pochodzący z Seattle.

## Muzycy
- Frank Discussion – śpiew, gitara (1977-1986, od 2002)
- Clear Bob – gitara basowa (1977-1982)
- Art Nouveau – perkusja (1977-1982)
- Mark Roderick – gitara basowa (1982-1986)
- D.H. Peligro – perkusja (1982-1986)
- Jayed Scotti – perkusja (1986)
- Denmark Vesey – gitara basowa (od 2002)
- Ben Wah – perkusja (od 2002)

## Dyskografia

### Albumy
- Ever Feel Like Killing Your Boss? (1984)
- Teachers in Space (1986)
- Vandalism: Beautiful as a Rock in a Cop's Face (2002)

### EP
- Jesus EP (1980)

### Kompilacje różnych wykonawców
- Let Them Eat Jellybeans (1981) – utwór: "Jesus Entering from the Rear"